# Карл Отто Чешка
Карл Отто Чешка (нім. Carl Otto Czeschka; 22 жовтня 1878, Відень — 30 липня 1960, Гамбург) — австрійський художник, дизайнер, графік, книжковий ілюстратор, розробник шрифтів.

## Біографія
Народився в чесько-моравської сім'ї. Син теслі. В юності закінчив спеціальну ремісничу школу, займався столярною справою. У 1894—1899 роках навчався у віденській Академії образотворчих мистецтв. Учень Крістіана Гріпенкерля.
Деякий час викладав у Віденській школі мистецтв і ремесел. Тісно співпрацював з Коломаном Мозером та Йозефом Гофманом, з 1903 працював в створених ними «Віденських майстернях», що займалися промисловим дизайном за прикладом Руху мистецтв і ремесел.
Співпраця тривала і після того, як Карл Чешка в 1907 став працювати в Школі прикладного мистецтва в Гамбурзі. Серед його студентів були Франц Карл Делавілла (1884—1967), Моріц Юнг (1885—1915), Рудольф Калві (1883—1932), Фрідріх Зеймер (1886—1940) і Оскар Кокошка (1886—1980).
Помер 30 липня 1960 року в Гамбурзі, похований на Ольсдорфському цвинтарі.

## Творчість
К. Чешка займався створенням металоконструкцій, дерев'яних, ювелірних виробів, текстилю, меблів, вітражів, сценографією, інтер'єрами, а також графікою, книжковою ілюстрацією, розробкою шрифтів.
Багато хто порівнює його стиль з роботами Густава Клімта. Їх вплив на декоративні якості композицій очевидні. Його учень Оскар Кокошка неодноразово повторював про своє захоплення роботами вчителя і його великий вплив на власну творчість.
Одна з найзнаменитіших ілюстративних робіт К. Чешки — книга «Нібелунги» Франца Кеймена, що вийшла в 1908 році.